# 梅伯里鎮區 (伊利諾伊州漢密爾頓縣)
梅伯里鎮區（英語：Mayberry Township）是位於美國伊利諾伊州漢密爾頓縣的一個行政鎮區。

## 地方資料
根據2010年美國人口普查的數據，梅伯里鎮區的面積為141.80平方千米，當中陸地面積為141.40平方千米，而水域面積為0.40平方千米。當地共有人口466人，而人口密度為每平方千米3.29人。